# Chlodwig, Príncipe de Hohenlohe-Schillingsfürst
Chlodwig Karl Victor zu Hohenlohe-Schillingsfürst (Rotenburg an der Fulda, 31 de março de 1819 — Bad Ragaz, 6 de julho de 1901) foi um nobre, diplomata e político alemão. Ocupou o cargo de Reichskanzler (Chanceler do Império Alemão) e primeiro-ministro da Prússia de 1894 até 17 de outubro de 1900.
Antes de ser nomeado chanceler, servira em vários cargos, como ministro-presidente da Baviera (1866–1870), embaixador alemão em Paris (1873–1880), ministro dos negócios estrangeiros (1880) e tenente imperial da Alsácia-Lorena (1885–1894). Foi um dos mais proeminentes políticos liberais da sua época na Alemanha.
Nos seus anos de governo centrou-se em lutar contra a oposição liberal e em colocar a Alemanha no panorama militar mundial, objetivo que conseguiu criando uma poderosíssima frota face ao desagrado da até então grande potência naval, a Inglaterra. Esta política de engrandecimento do Estado contribuiu indiretamente para piorar os ânimos europeus e criar uma predisposição para a Primeira Guerra Mundial. A esta época de suposta tranquilidade, e devido ao rearmamento de todas as potências, chamou-se a Paz Armada.

## Descendência
Filhos:
- Elisabeth, Princesa de Hohenlohe-Schillingsfürst * 1847
- Estefânia, Princesa de Hohenlohe-Schillingsfürst * 06.07.1851 Arthur, Graf von Schönborn-Wiesentheid
- Philipp Ernst, Príncipe de Hohenlohe-Schillingsfürst * 05.06.1853 Chariclée, princesa Ypsilanti Henriette Gindra, Frau von Hellberg
- Albrecht, Príncipe de Hohenlohe-Schillingsfürst * 1857
- Alexander, Príncipe de Hohenlohe-Schillingsfürst * 06.08.1862 Emanuela Gallone di Tricase Moliterno
- Moritz, Príncipe de Hohenlohe-Schillingsfürst * 06.08.1862 Rosa, Altgräfin von Salm-Reifferscheidt-Krautheim-Dyck